# Alain d’Albret

Wappen derer von Albret

Alain d’Albret (* 1440; † 1522), genannt der Große (französisch le Grand), war der 16. Herr von Albret, Vicomte von Tartas, 2. Graf von Graves und Graf von Castres. Er war der Sohn von Jean d’Albret, Vicomte von Tartas, und seiner Ehefrau Catherine de Rohan. Seine Großeltern mütterlicherseits waren Alain IX., Vicomte de Rohan, und Marguerite de Bretagne, Dame de Guillac. Seine Großeltern väterlicherseits waren Charles II. d’Albret, Comte de Dreux, und Anne d’Armagnac. Er war somit Enkel und 1471 der Erbe von Charles II. d’Albret.
Alain d’Albret war ein halbes Jahrhundert lang ein umtriebiger, wenn auch wenig wirkungsvoller Politiker, der auf europäischer Ebene Beachtung fand. Alain konnte von seiner Treue zu König Ludwig XI. von Frankreich durch die Vergrößerung seines Territoriums profitieren. Er heiratete Françoise de Châtillon, die als ihr Erbe die Grafschaft Périgord und die Vizegrafschaft Limoges in die Ehe einbrachte. Seinen Sohn Jean verheiratete er mit Katharina von Navarra, der Erbin der Grafschaft Foix und des Bigorre sowie des Königreichs Navarra.
Im Zusammenhang mit der Guerre folle (1485–1488) wurde er zum Anwärter auf die Hand Annes de Bretagne und damit auf den Besitz des Herzogtums Bretagne. Seine Intrigen führten jedoch zu nichts, und er wurde – ohne den Herzog von Bretagne unterstützen zu können – 1487 besiegt. Im Jahr darauf führte er seine Truppen übers Meer in die Bretagne, war aber in der Schlacht von Saint-Aubin-du-Cormier erneut auf der Seite der Verlierer. Zwar versuchte er weiterhin, in der Bretagne zum Erben zu werden, fand es andererseits aber auch vorteilhaft, die ihm anvertraute Stadt Nantes der königlichen Armee auszuliefern.
Seine Tochter Charlotte heiratete im Jahr 1500 Cesare Borgia. Sein Sohn Jean starb 1516, sodass sein Erbe an seinen Enkel, König Heinrich II. von Navarra ging. Durch dessen Tochter Johanna III. von Navarra ist Alain d’Albret ein Urgroßvater des französischen Königs Heinrich IV.

## Eheschließungen und Kinder
Alain d’Albret war seit 1456 mit Françoise de Blois-Bretagne, Comtesse de Périgord und Tochter von Guillaume de Blois-Bretagne, Vicomte de Limoges, aus der Ehe mit Isabeau de La Tour, verheiratet. Er hatte mehrere eheliche und uneheliche Nachkommen:
Kinder aus der 1456 geschlossenen Ehe mit Françoise de Blois-Bretagne, Comtesse de Périgord:
- Jean d’Albret, Comte de Penthièvre 1469–1516
- Amanieu d’Albret, Bischof von Pamiers, Kardinal † 1520
- Pierre d’Albret, Comte de Périgord
- Gabriel d’Albret, Seigneur d’Avennes † 1503
- Louise d’Albret, Vicomtesse de Limoges ca. 1470–1531
- Isabelle d’Albret ⚭ um 1494 mit Gaston II. de Foix-Candale
- Charlotte d’Albret, Dame de Chalus 1480–1514 ⚭ Cesare Borgia
- Anne d’Albret

Kinder aus der Beziehung mit Mariette:
- Louis d’Albret
- François d’Albret

Kind aus der Beziehung mit Anne de Casteljaloux:
- Louis d’Albret, Bischof von Lescar † 1569

Kinder aus den Beziehungen mit unbekannten Frauen:
- Rolet d’Albret
- Achille d’Albret
- Florette d’Albret